# Алексіс Дуарте
Алексіс Давид Дуарте Перейра (ісп. Alexis David Duarte Pereira, нар. 12 березня 2000, Ітаугуа, Парагвай) — парагвайський футболіст, центральний захисник московського «Спартака».

## Ігрова кар'єра

### Клубна
Алексіс Дуарте є вихованцем парагвайського клубу «Серро Портеньйо». 29 квітня 2019 року у матчі проти столичного «Насьйоналя» Дуарте дебютував у першій команді в чемпіонаті Парагваю. Від сезону 2021 року Дуарте був капітаном команди. В жовтні 2021 року Дуарте дав згоду на перехід до мексиканського клубу «Некакса» але через травму залишився в Парагваї.
В січні 2023 року Дуарте перейшов до стану московського «Спартака», з яким підписав контракт до літа 2027 року. 4 березня 2023 року у матчі проти «Урала» захисник дебютував в чемпіонаті Росії.

### Збірна
В складі юнацької збірної Парагваю (U-17) у 2017 році Дуарте брав участь у юнацькій першості Південної Америки. В тому ж році він грав на юнацькому чемпіонаті світу в Індії.
У 2019 році Дуарте грав на молодіжному чемпіонаті Південної Америки в Чилі.
У вересні 2021 року Дуарте вперше отримав виклик до лав національної збірної Парагваю на відбору до чемпіонату світу 2022 проти Еквадору але на поле того разу не виходив.

## Титули
Серро Портеньйо
 Переможець парагвайської Прімери (2): Апертура 2020, Клаусура 2021
Спартак
 Бронзовий призер чемпіонату Росії: 2022/23
Особисті
- Відкриття року в Парагваї: 2020[12]

## Особисте життя
Алексіс є сином Андреса Дуарте — колишнього парагвайського футболіста, який також грав в «Серро Портеньйо» та представляв Парагвай на Олімпіаді 1992 року.